# Funiculaire de Bom Jesus
Le funiculaire de Bom Jesus (en portugais : Elevador do Bom Jesus) se trouve au Sanctuaire du Bon Jésus du Mont à Braga au Portugal.

## Caractéristiques
Ce funiculaire, ouvert le 25 mars 1882, est le plus ancien de la Péninsule Ibérique, et le plus ancien au monde, en service, fonctionnant par contrepoids d'eau.
La force motrice du funiculaire est assurée par de l'eau de source. Le funiculaire est constitué par deux cabines se mouvant sur deux voies parallèles, l'une en haut, l'autre au bas de la pente. Le contrepoids de l'eau ajoutée dans un réservoir situé sous la cabine du haut, permet à celle-ci de descendre et à la cabine du bas, plus légère de monter, tractée par l'intermédiaire d'un câble en acier.
La longueur de la ligne est de 274 m, sa dénivellation de 116 m.

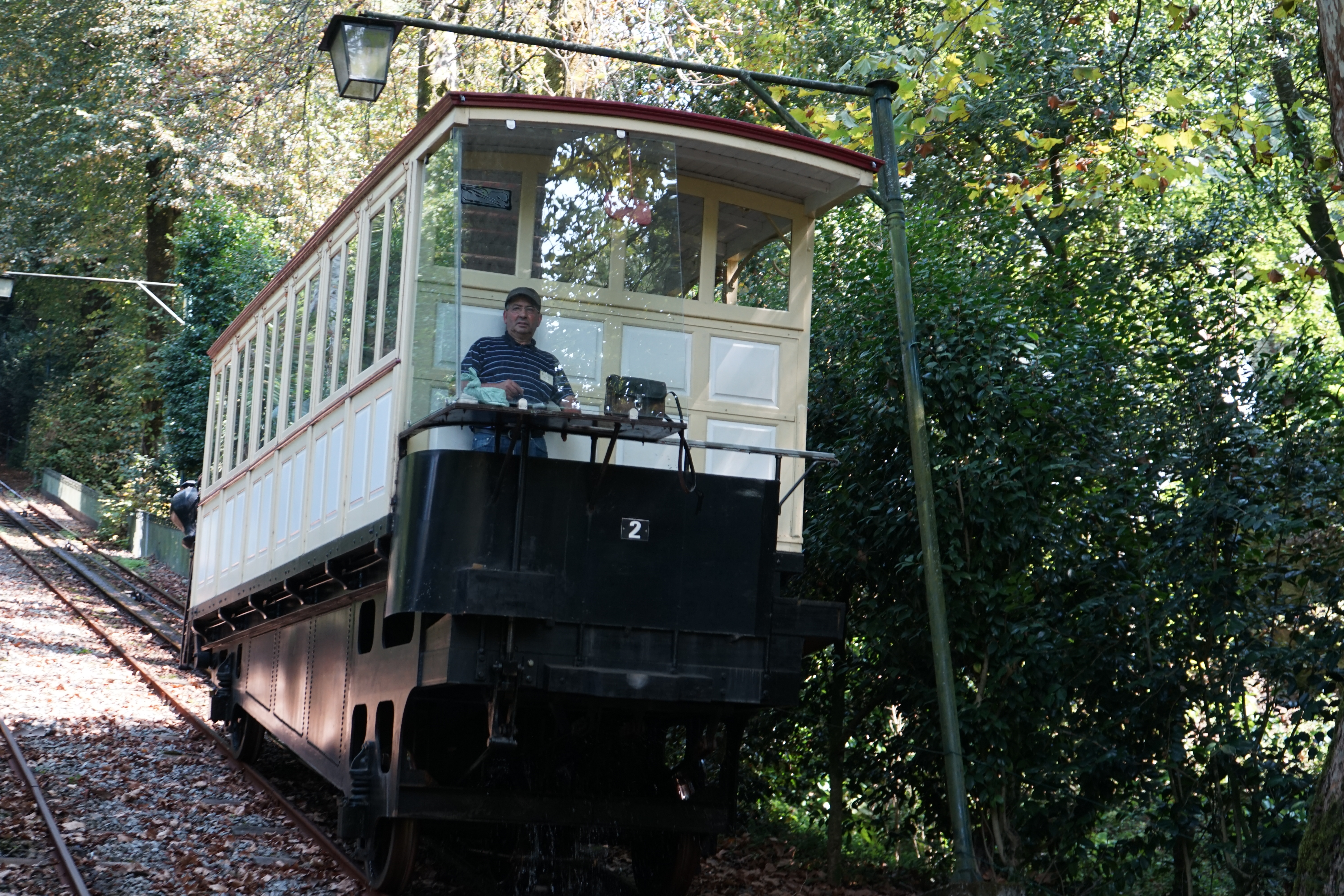
Cabine et conducteur
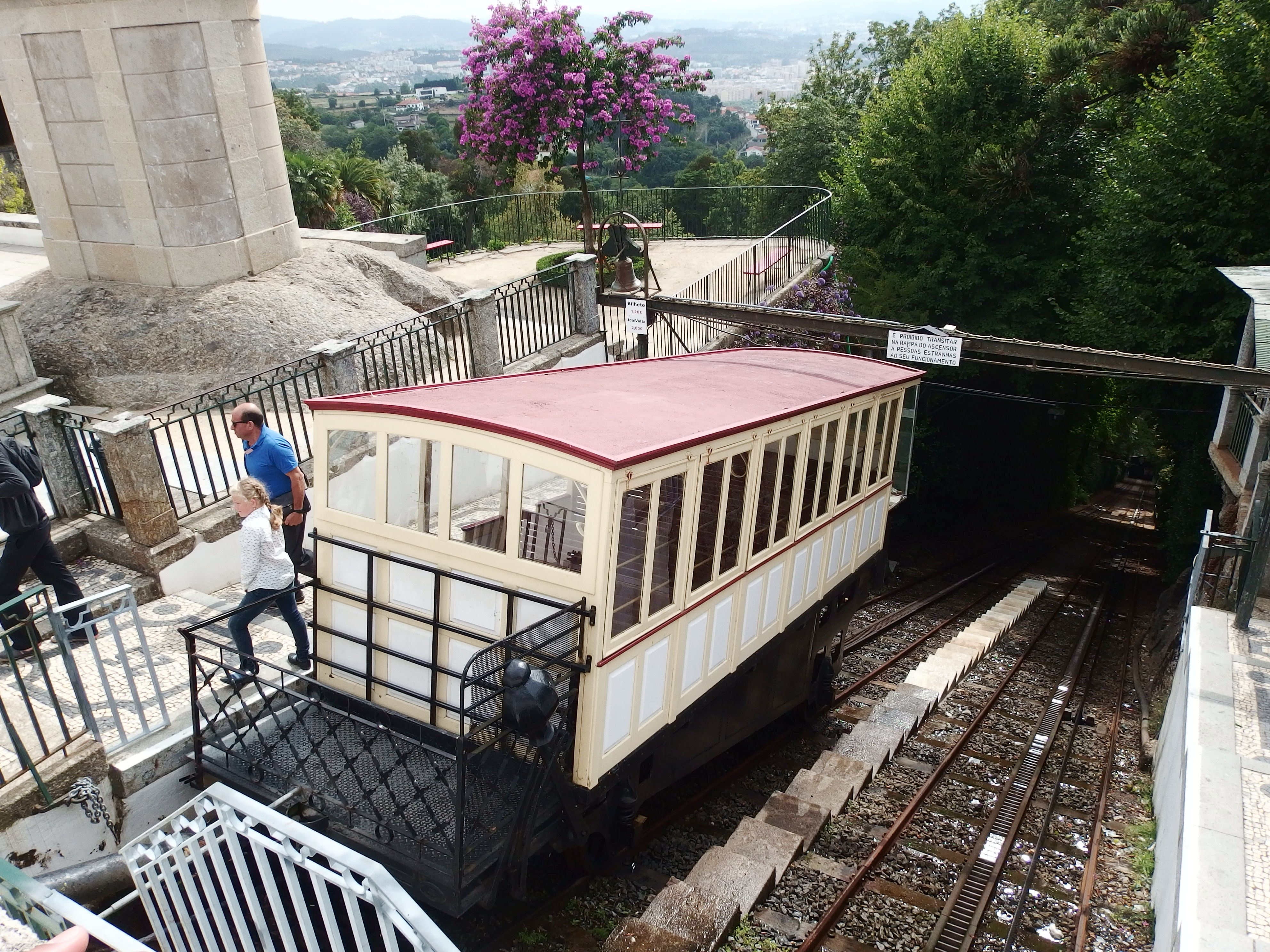
Cabine
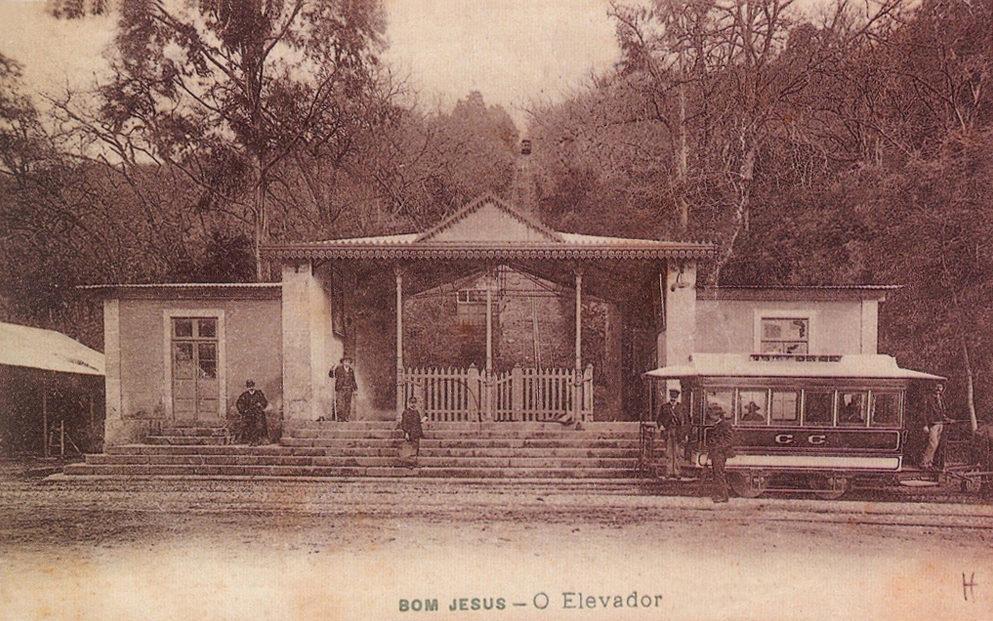
Photographie de la fin du XIXe siècle